# Adolph Salomonsohn
Adolph Salomonsohn (eigentlich Abraham Salomonsohn) (* 19. März 1831 in Hohensalza; † 4. Januar 1919 in Berlin) war ein deutsch-jüdischer Bankier. Er gehörte als einer der Geschäftsinhaber der Disconto-Gesellschaft zu den prägenden Persönlichkeiten der deutschen Großbanken während des Deutschen Kaiserreichs.

## Familie
Der Vater Gedalia Salomonsohn (1799–1837) war Kaufmann und stammte aus Kopenhagen. Er entstammte einer Familie von Rabbinern. Teilweise wird er selbst auch als Rabbiner bezeichnet. Die Mutter hieß Ernestine und war Tochter eines jüdischen Kaufmanns aus Hohensalza. Er selbst heiratete 1868 Sara geb. Rinkel, Tochter eines Fabrikanten aus Landeshut. Aus der Ehe gingen der Sohn Georg und eine Tochter hervor. Arthur Salomonsohn war ein Neffe.

## Leben
Anstatt der üblichen Talmudausbildung ging Salomonsohn auf das Gymnasium in Bromberg. Anschließend studierte er Rechtswissenschaften. Nach dem üblichen Vorbereitungsdienst war er Assessor bei der Vormundschaftsabteilung des Stadtgerichts in Berlin. 
Bereits in dieser Zeit hatte ihn David Hansemann vergeblich für die Disconto-Gesellschaft zu gewinnen versucht. Stattdessen wurde Salomonsohn Rechtsanwalt und Notar in Ratibor. Dort kam es zu einem Konflikt mit dem Justizminister Graf Lippe. Daraufhin gab er diese Tätigkeit wieder auf. Nunmehr wurde er 1863 Syndikus bei der Disconto-Gesellschaft. Bereits 1866 erhielt er Prokura. Nur drei Jahre später wurde er in den engsten Führungskreis der Geschäftsinhaber der Bank aufgenommen. 
Salomonsohn hat das sich entwickelnde Aktienwesen in Deutschland in der Folge stark mitgeprägt. Sein Sohn schrieb über ihn: „Die Geschäftsbedingungen der Aktienbanken, die juristische Konstruktion des Konsortialgeschäfts und die Behandlung des Aktienwesens wurden von ihm maßgeblich beeinflusst.“ Dies gilt für die Entwicklung des Emissionsgeschäfts. Neben Adolph von Hansemann war er maßgeblich zuständig für das Anleihe- und Aktiengeschäft der Bank. 
Besonders wichtig war ihm der Eisenbahnbau. Der Bau der Gotthardbahn war eines der wichtigsten Projekte, an denen Salomonsohn beteiligt war. Dank ihm konnte das wegen drohender gewaltiger Mehrkosten vom Scheitern bedrohte Projekt durchgeführt werden. Dem Verwaltungsrat der Bahn gehörte er auch bis zu deren Verstaatlichung 1909 an. Intensive Kontakte pflegte er auch zu Schwerindustrie. Er war Mitglied im Aufsichtsrat der Gelsenkirchener Bergwerks AG und war mit deren Generaldirektor Emil Kirdorf befreundet. Daneben gehörte den Aufsichtsräten zahlreicher weiterer Unternehmen an. Von Bedeutung war auch seine Tätigkeit im Bereich der Staatsanleihen. 
1883 trat Adolph Salomonsohn der Gesellschaft der Freunde bei. Im Jahr 1888 zog er sich aus der aktiven Geschäftsleitung der Disconto-Gesellschaft zurück, blieb aber bis zu seinem Tod Mitglied ihres Aufsichtsrates. Er widmete sich nunmehr vorwiegend philosophischen und naturwissenschaftlichen Studien. 1905 gründete er die Adolph Salomonsohn-Stiftung zur Förderung des Studiums der Naturwissenschaften.